# Decimus Valerius Asiaticus (légat)
Decimus Valerius Asiaticus est un légat de Gaule Belgique durant la guerre civile de 69 et se rallie à Vitellius.

## Famille
Il est le fils de Decimus Valerius Asiaticus. Selon Bernard J.Kavanagh, Lollia Saturnina n'est pas sa mère mais plus probablement sa première femme. De Lollia Saturnina, il à un fils, Marcus Lollius Paulinus Decimus Valerius Asiaticus.
Au printemps de l'an 69, il épouse Vitellia, la fille de Vitellius et de sa deuxième épouse Galeria Fundana.

## Biographie
Il est nommé consul désigné pour l'an 70 par Galba, il y est demis de ses fonctions par Othon et rejoint donc son beau-père Vitellius.
Il est légat de Gaule Belgique durant la guerre civile de 69 et se rallie à Vitellius,.
Présent à la séance du Sénat fin 69, il est consul désigné pour l'année 70 et propose diverses mesures comme la reconstruction du Capitole, incendié lors des combats contre Flavius Sabinus. Il décède avant d'avoir atteint le consulat, en décembre 69 où janvier 70. Son épitaphe nous est parvenue.